# Nørre Knudstrup
Nørre Knudstrup – miasto w Danii, w regionie Jutlandia Środkowa, w gminie Silkeborg.